# La Joie d'Aurélie
La Joie d'Aurélie est le dix-neuvième roman de Patrick Grainville, publié aux éditions du Seuil en janvier 2004.

## Historique
Patrick Grainville se projette dans un futur proche et conte un règlement de famille dans une maison reculée au bord de la rivière Sègre. Dans la veine de ses romans panthéistes et dans un ton « pindarique » qui le caractérise, il poursuit sa quête de l’animalité et de la mémoire. Après les mandrills du Lien et avant le rat de Lumière du rat ou les chevaux de La Main blessée, le loup, Lucifer, s’impose dans le bestiaire imaginaire de l’auteur.

## Résumé
Aurélie a cent ans. C’est une aïeule rousse éclatante qui fête son anniversaire en 2040, avec toute sa famille ! Mais elle a réservé à cette dernière un coup de théâtre de son cru : l’arrivée d’une inconnue, Esther, âgée de 40 ans. Le roman a commencé en effet 40 ans plus tôt, au cours d’une scène unique et féroce, un chapitre  où un mari trompé tue et fait disparaître l’amant de la charnelle Jennifer, son épouse. Or cet amant tué est le père d’Esther, le frère d’Aurélie... Esther est revenue demander des comptes à cette famille qui a fait le deuil du disparu. La tragédie ne brise pas l’allégresse vitale de la centenaire dans ce paysage des Pyrénées où coule encore la rivière du crime. Loïc, son petit-fils bien-aimé, Fatou, sa gouvernante noire, une meute de loups entrent dans l’ultime sarabande d’Aurélie.

## Réception critique
La Joie d'Aurélie a reçu le Grand Prix Littéraire 2005 de Saint-Émilion Pomerol Fronsac.

## Éditions
- La Joie d'Aurélie, éditions du Seuil, 2004  (ISBN 2020627752).